# Грюнберг, Ойген
Ойген Грюнберг, Юджин Грюнберг (нем. Eugene Gruenberg; 30 октября 1854, Львов — 11 ноября 1928, Бостон) — австрийско-американский скрипач.

## Биография
Окончил Венскую консерваторию у Карла Хайслера (скрипка), Антона Брукнера и Феликса Отто Дессоффа (композиция) и Йозефа Хельмесбергера (гармония и камерный ансамбль). Со студенческих лет подружившись с Артуром Никишем, в 1878 г. он последовал за ним в Гевандхаус-оркестр, а в 1889 г. вместе с Никишем перебрался за океан в Бостонский симфонический оркестр. После отставки Никиша и его возвращения в Европу в 1895 г. Грюнберг, однако, остался в США и до конца своих дней преподавал в Консерватории Новой Англии. Автор учебного пособия «Руководство скрипача» (англ. The Violinist's Manual; 1896), включающего обзор популярных этюдов и упражнений, книги «Преподавание и изучение скрипки: Правила и хитрости для учителей и студентов» (англ. Violin teaching and violin study: Rules and hints for teachers and students; 1919, с предисловием Фрица Крейслера) и другой учебной литературы. Среди учеников Грюнберга, в частности, Луис Краснер.
В лейпцигский период Грюнберг также занимался композицией: балет на его музыку был поставлен в городском театре, симфонию ля минор исполнил Гевандхаус-оркестр; среди других сочинений Грюнберга — Сюита в старинном стиле для скрипки и фортепиано, фортепианная соната, инструментальные миниатюры. В последние годы жизни Грюнберг приступил к работе над биографией Никиша, однако успел оставить лишь наброски.